# Arhgo
Arhgo, född 5 januari 1974 i Michoacán är en mexikansk före detta fribrottare och fribrottningstränare inom den mexikanska stilen lucha libre. Han debuterade 1991 och brottades merparten av sin karriär lokalt i Michoacán samt i Asistencia Asesoría y Administración (AAA) under mitten av 1990-talet.
2005 besegrade han brottaren Orbituary i en lucha de apuestas (insatsmatch), i detta fall gällande mask mot mask. Orbituary fick ta av sig masken och avslöja sitt namn och identitet som sedvanligt vid förlust av mask i lucha libre.
Arhgo brottades med en fribrottningsmask genom hela sin karriär och hans identitet är inte känd av allmänheten, vilket är vanligt inom lucha libre.
Han tränades av Black Shark, Bombero Infernal, Capitan Furia och Golem Primero. Arhgo är far till Nexy, som nu brottas i rivalförbundet Consejo Mundial de Lucha Libre.